# Association Sportive SONABEL

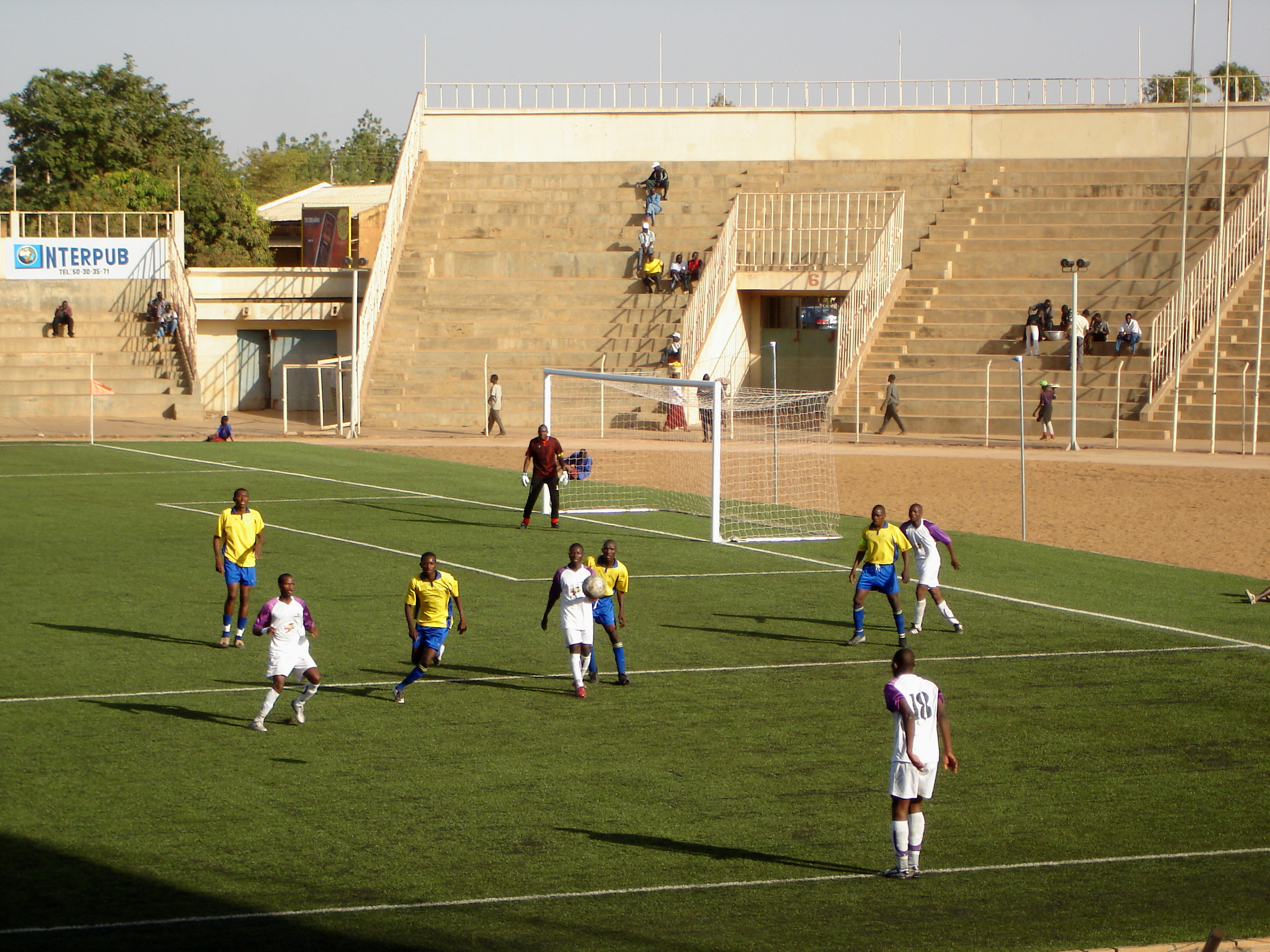
Una partita contro l'A.S. SONABEL

L'Association Sportive SONABEL è una società calcistica della città di Ouagadougou, in Burkina Faso, e fondata nel 1990.
La squadra gioca in casa allo Stade de la SONABEL. Il club e il suo stadio prendono il loro nome dalla Société Nationale d'Electricité du Burkina (SONABEL; la compagnia nazionale elettrica del Burkina).
I colori della squadra sono viola e bianco.

## Palmarès

### Competizioni nazionali
- Campionato burkinabè: 1

2020-2021
- Supercoppa del Burkina Faso: 2

2019, 2021

### Altri piazzamenti
- Campionato burkinabè:

Secondo posto: 2011-2012
Terzo posto: 2023-2024
- Coppa del Burkina Faso:

Finalista: 2011, 2013, 2016, 2019
- Supercoppa del Burkina Faso

Secondo posto: 2013, 2016